# Andriulis
Andriulis ist ein litauischer männlicher Familienname, abgeleitet vom litauischen männlichen Vornamen Andrius.

## Weibliche Formen
- Andriulytė (ledig)
- Andriulienė (verheiratet)

## Ableitung
- Andriulaitis

## Namensträger
- Vytautas Andriulis  (1937–2017), Verwaltungsjurist und  Rechtshistoriker, Professor